# Gmina Maqellarë
Gmina Maqellarë (alb. Komuna Maqellarë) – gmina  położona w środkowej części Albanii. Administracyjnie należy do okręgu Dibra w obwodzie Dibra. W 2011 roku populacja gminy wynosiła 10662 w tym 5122 kobiet oraz 5540 mężczyzn, z czego Albańczycy stanowili 97,35% mieszkańców.
W skład gminy wchodzą dwadzieścia dwie miejscowości: Maqellara, Bllata e Poshtme, Bllata e Sipërme, Burimi, Çerneni, Fusha e Vogël, Katundi i Vogël, Kërçishti i Sipërm, Kërçisht i Poshtëm, Kllopçishti, Kovashica, Majtare, Pocesta, Pesjaka, Podgorci, Vojniku, Dovolani, Erebara, Grezhdani, Herbeli, Popinat, Gradeci.